# Patinatge artístic als Jocs Olímpics d'hivern de 1976

Patinatge artístic

Als Jocs Olímpics d'Hivern de 1976 celebrats a la ciutat d'Innsbruck (Àustria) es disputaren quatre proves de patinatge artístic sobre gel, una en categoria masculina, una altra en categoria femenina i dues en categoria mixta per parelles. En aquesta última categoria s'introduí la modalitat de dansa per parelles.
Les proves es disputaren entre els dies 4 i 13 de febrer de 1976. Hi participaren un total de 105 patindors, entre ells 52 homes i 53 dones, de 18 comitès nacionals diferents.

## Resum de medalles

### Categoria masculina
| Prova              | Or         | Argent           | Bronze          |
| Individual detalls | John Curry | Vladimir Kovalev | Toller Cranston |

### Categoria femenina
| Prova              | Or             | Argent          | Bronze           |
| Individual detalls | Dorothy Hamill | Dianne de Leeuw | Christine Errath |

### Categoria mixta
| Prova            | Or                                                     | Argent                                           | Bronze                            |
| Parelles detalls | Unió Soviètica Irina Rodninà · Alexander Zaitsev       | RDA Romy Kermer · Rolf Österreich                | RDA Manuela Groß · Uwe Kagelmann  |
| Dansa detalls    | Unió Soviètica Lyudmila Pakhomova · Aleksandr Gorshkov | Unió Soviètica Irina Moiseyeva · Andrey Minenkov | RDA Colleen O'Connor · Jim Millns |

## Medaller
| Posició | País           | Or | Argent | Bronze | Total |
| 1       | Unió Soviètica | 2  | 2      | 0      | 4     |
| 2       | Estats Units   | 1  | 0      | 1      | 2     |
| 3       | Regne Unit     | 1  | 0      | 0      | 1     |
| 4       | RDA            | 0  | 1      | 2      | 3     |
| 5       | Països Baixos  | 0  | 1      | 0      | 1     |
| 6       | Canadà         | 0  | 0      | 1      | 1     |
|         |                |    |        |        |       |
| Total   | Total          | 4  | 4      | 4      | 12    |